# Paulus Diaconus

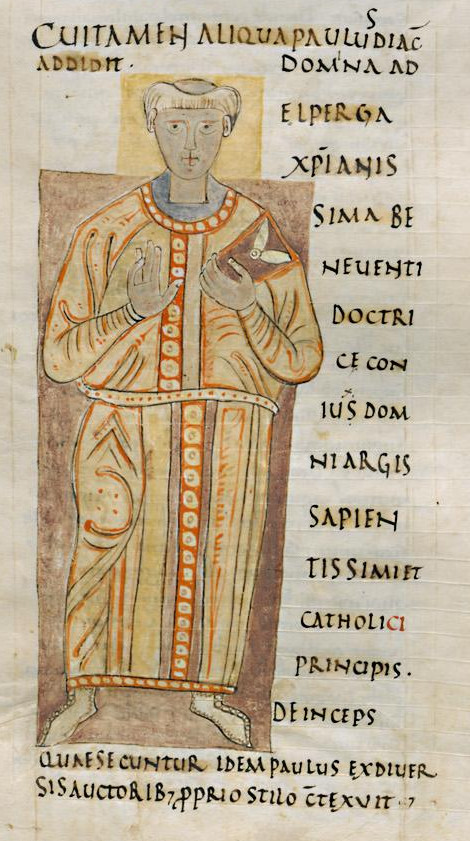
Darstellung des Paulus Diaconus in einer in Florenz befindlichen Handschrift des 10. Jahrhunderts (Biblioteca Medicea Laurenziana, Plut. 65.35, f. 34r)

Paulus Diaconus (auch Paulus Diakonus) oder Paul Warnefried (* zwischen 725 und 730 in Cividale; † 13. April oder 21. Juli wohl vor 800 in der Abtei Montecassino) war ein langobardischer Geschichtsschreiber und Mönch. Als sein wichtigstes Werk gilt seine Historia Langobardorum.

## Herkunft
Paulus’ Familie stammte aus dem Friaul. Sein Ururgroßvater Leupchis, so gibt der Geschichtsschreiber selbst an (Historia Langobardorum 4,37), hatte dort im Frühjahr 568 zu den ersten langobardischen Siedlern gehört. Dort war Gisulf, der Neffe König Alboins, mit von ihm ausgewählten Sippen zum Herzog bestimmt worden, um die Ostgrenze zu verteidigen (2,9). Vier Jahrzehnte später gerieten alle fünf noch unmündigen Söhne des Leupchis in die Gefangenschaft der Awaren, die einen Plünderzug gegen die Langobarden unternommen hatten. Nur einem von ihnen, Loipichis, gelang, inzwischen erwachsen, die Flucht und die Rückkehr ins Friaul. Er wiederum hatte einen Sohn namens Arichis, dessen Sohn Warnefrit der Vater des Paulus Diaconus war. Seine Mutter hieß Theodelinde; sie brachte noch einen Bruder namens Arichis und eine Schwester unbekannten Namens zur Welt. Möglicherweise stand Warnefrit in königlichem Dienst in der aula regia.

## Lebenslauf und Werke

### Am Langobardenhof (bis 774/776)

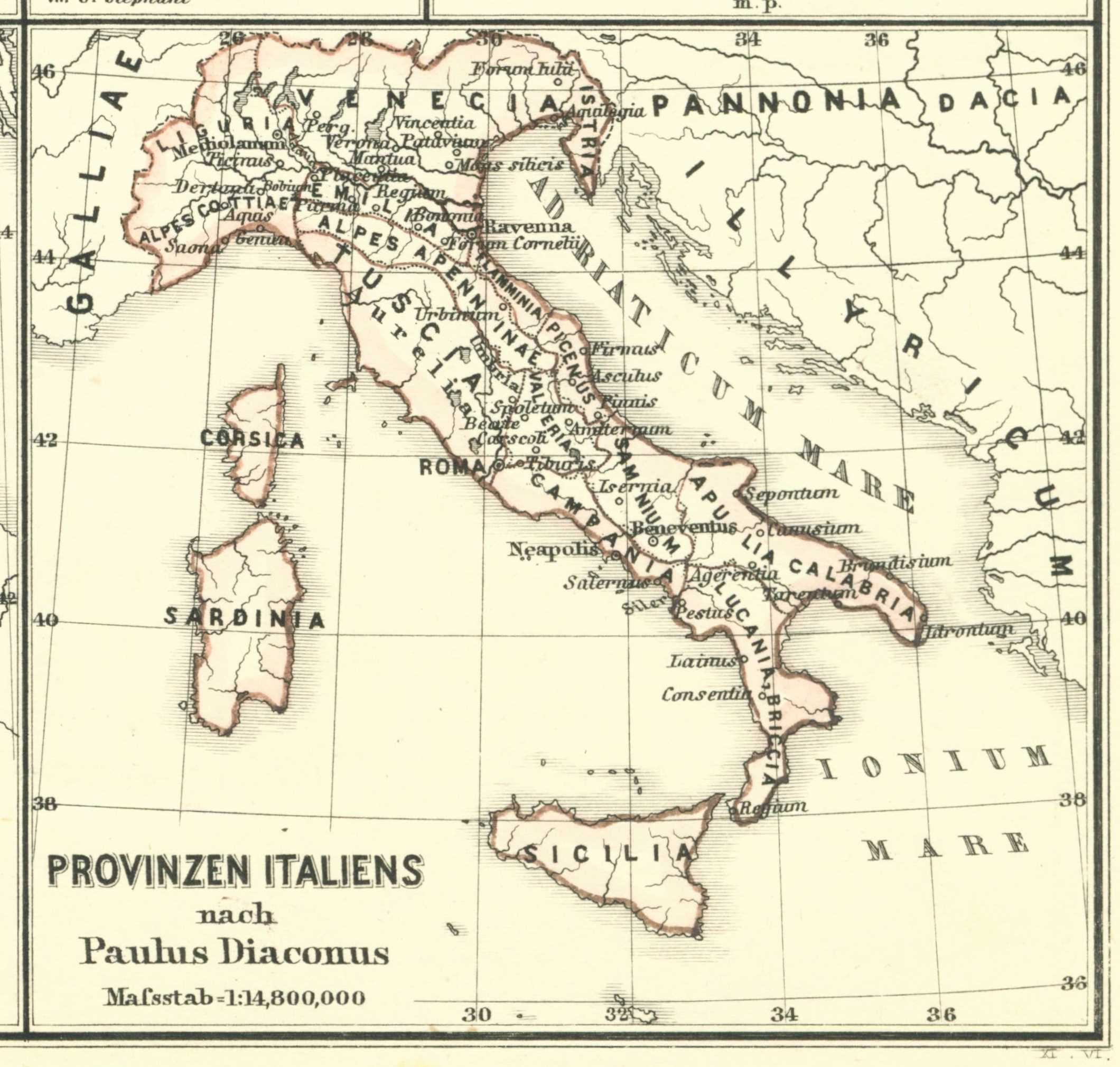
Provinzen Italiens nach Paulus Diaconus (Karte von 1877)

Als Sohn des Warnefrit genoss Paulus am Hof des langobardischen Königs Ratchis zu Pavia (2,28) eine ausgezeichnete Ausbildung, unter anderem bei dem Grammatiker Flavianus. Auch in den Rechtswissenschaften erhielt er Unterricht, wandte sich bald aber dem theologischen Studium zu. Außerdem lernte er wohl Griechisch und Hebräisch. Ob er sich noch unter Ratchis Nachfolgern am königlichen Hof aufhielt, ist unbekannt. Vor allem ist unklar, wann er in das Kloster Montecassino eintrat, wo er sehr produktiv tätig war (jedenfalls vor 774). Wohl in Pavia wurde er Diakon, eine Bezeichnung, mit der er seither angesprochen wurde. Nach späten Nachrichten soll er am Hof König Desiderius’ das Amt eines Notarius bekleidet haben. Sicher ist, dass er zur Königsfamilie engen Kontakt hatte und Adelperga, die Tochter des Königs, unterrichtete, oder zumindest mit literarischen Empfehlungen versorgte.
Dieser Kontakt blieb auch erhalten, nachdem sie Herzog Arichis II. geheiratet hatte und nach Benevent gegangen war; er verfasste für sie ein Gedicht über die Weltzeitalter, das er selbst ins Jahr 763 datierte, das ein Akrostichon bietet, bei dem die Anfangsbuchstaben der Verse die Worte Adelperga pia bilden. Für sie verfasste er eine Römische Geschichte (Historia Romana) in 16 Büchern, die bis in die Zeit Kaiser Justinians reichte, bis ins Jahr 552, und das Breviarium des Eutropius fortsetzte, das aus 10 Büchern bestand und im Jahr 364 endete. Mit letzterem, den ihr Paulus zur Lektüre empfohlen hatte, war sie wegen seiner Kargheit und vor allem wegen der Bedeutungslosigkeit von Kirche und Christentum in seinem Werk unzufrieden gewesen, weshalb sie Paulus um entsprechende Ergänzungen gebeten hatte. Diesen Wünschen kam er mit seinem Werk zwar entgegen, doch kam es nicht mehr zu der von ihm angekündigten Fortsetzung bis in seine Gegenwart. Der Zeitraum, in dem Paulus das Werk verfasste, lässt sich einigermaßen sicher auf die Jahre zwischen 763 und 774 eingrenzen, eine genauere Eingrenzung gelang bisher nicht (Heath, S. 38). 
Nachdem 774 das Langobardenreich endgültig von den Franken erobert worden war, hielt sich Paulus keineswegs in Benevent auf, sondern wohl in Montecassino. Möglicherweise hatte Paulus bis zum Sieg Karls über Desiderius am langobardischen Hof gegen die fränkische Eroberung gestritten und einen Anteil am langobardischen Aufstand im Friaul gehabt. Er klagt bei Karl im Jahr 781 über die fortdauernde Gefangenschaft seines Bruders, die Armut seiner Schwägerin und ihrer vier Kinder, über das Elend seiner Schwester. So galt seine Bitte an Karl der Wiedervereinigung der Familie und der Besserung ihrer Lage. Karl schickte Petrus von Pisa nach Italien, um Paulus für den Hof zu gewinnen. Möglicherweise waren sich der König und der Mönch in diesem Jahr in Rom begegnet.

### Am Karolingerhof (für wenige Jahre zwischen 776 und 786/787)
Vielleicht im Jahr 782 – trotz vieler Bemühungen lässt sich der Zeitrahmen nicht genauer eingrenzen – begab er sich an den Hof Karls des Großen, um die Freilassung seines Bruders Arichis zu erlangen. Karl gewährte ihm seine Bitte nach langem Zögern frühestens nach dem Januar 783 unter der Bedingung, dass Paulus selbst am karolingischen Hof bleiben und dort seine Lehrtätigkeit fortsetzen sollte. Auf ausdrückliche Bitte des Königs verfasste Paulus im Mai 783 die Nachrufe auf die kurz zuvor verstorbene Königin Hildegard, die er noch kennen gelernt hatte. Am Hof Karls erwarb er sich durch seine Forschungen und Studien anerkannte Verdienste. Er lehrte unter anderem das Griechische, gab eine Homiliensammlung (Omillarius, von 1482 bis 1569 oft gedruckt und auch ins Deutsche übersetzt) heraus und schrieb auf Initiative des Erzkaplans Angilram, zugleich Bischof von Metz, die Gesta episcoporum Mettensium. Dabei handelte es sich insofern um ein karolingerfreundlich gestaltetes Werk, als auch der hl. Arnulf, der als Stammvater der Karolinger gilt, und der von 614 bis 629 Bischof von Metz war, dort einen Platz fand. Paulus’ Bruder Arichis, der tatsächlich freigelassen wurde, lehnte es offenbar ab, vor dem König Haupt und Knie zu beugen. Darüber wiederum war Paulus verstimmt.
Im Sommer 784 reiste Paulus in den Norden Frankreichs, etwa in die Normandie. Seine naturkundlichen Beobachtungen schlugen sich später in der Historia Langobardorum (1,6) nieder, worin er sich mit Erklärungen für die Entstehung der Gezeiten und zu deren Auswirkungen befasst. Widrige Umstände hielten ihn davon ab, Corbie zu besuchen, auch reiste er an die Küste Aquitaniens, nach Tours und Poitiers. Dorthin führte ihn eine Wallfahrt an das Grab des Venantius Fortunatus. Wahrscheinlich verließ Paulus den Hof bereits wieder im Jahr 785. Schon im Vorjahr hatte er zum ersten Mal über seine angegriffene Gesundheit geklagt, so dass er es vorzog, dem Winterlager des Hofes in Niedersachsen fernzubleiben. Nach Montecassino ging er vor allem deshalb, weil sich dort eine geeignete Bibliothek und Arbeitsmöglichkeiten boten, vor allem aber Muße, um weitere Aufträge zu erfüllen, bei Hof hingegen fühlte er sich wie in einem Sturm.

### In Montecassino (ab 786/787)

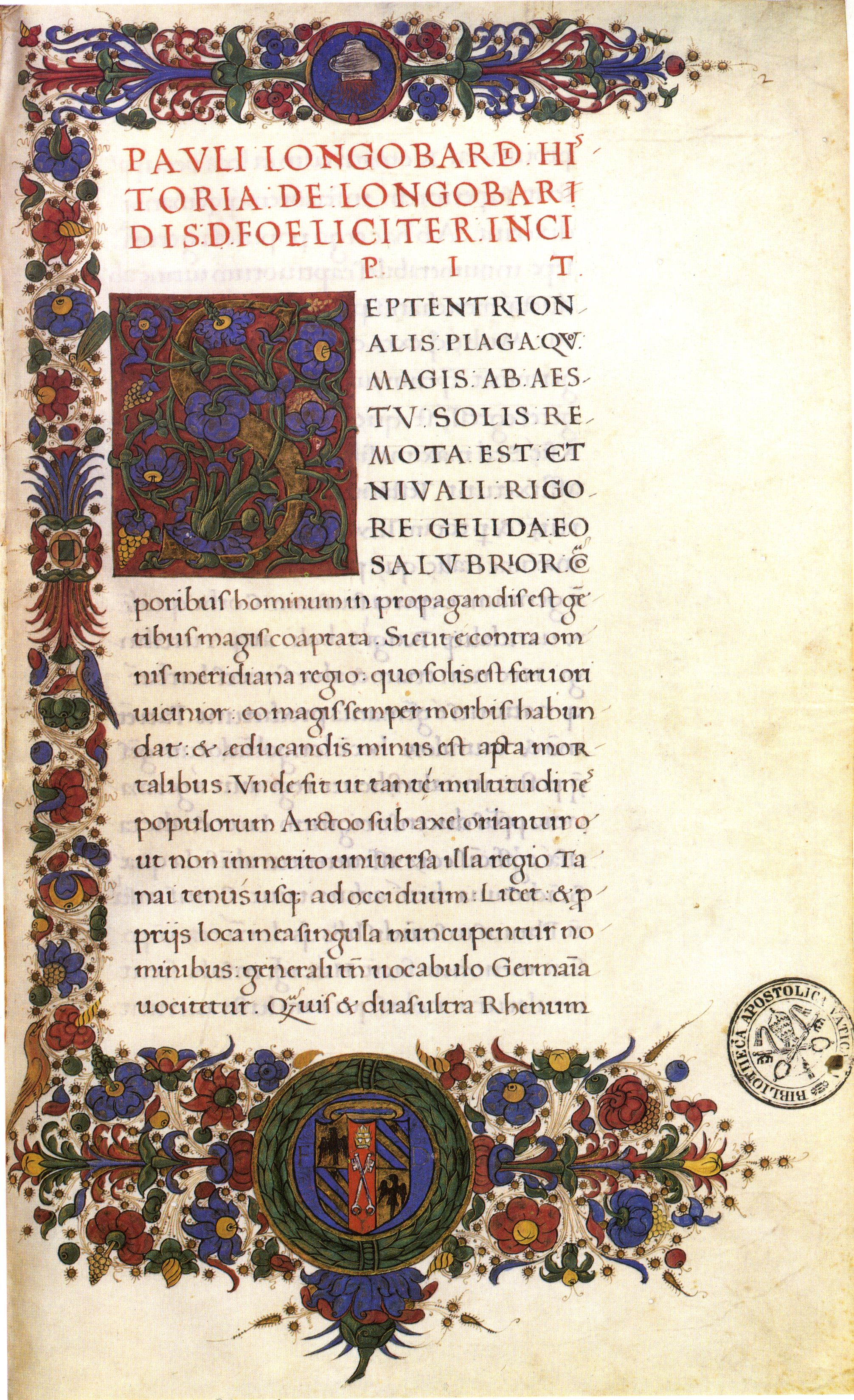
Der Anfang der Historia Langobardorum des Paulus Diaconus in einer humanistischen Handschrift. Biblioteca Apostolica Vaticana, Urbinas Lat. 984, fol. 2r (2. Hälfte des 15. Jahrhunderts)

Nach Monte Cassino im Herzogtum Benevent zurückgekehrt, stand er weiterhin im Kontakt mit dem Karolingerhof und Karl selbst. Mit Unterstützung des Abtes, wie er ausdrücklich hervorhebt, stellte er die besagte Homiliensammlung zusammen. Den Gebrauch dieser 244 als vorbildhaft geltenden Predigten verschiedener Kirchenväter machte Karl dem Klerus des Reiches zur Pflicht. Auch wirkte Paulus im Erzbistum Neapel als Lehrer für junge Kleriker. Offenbar stand ihm auch das 20 Bände umfassende Reallexikon des Sextus Pompeius Festus zur Verfügung, woraus er ein Kompendium zusammenstellte, das sich mit der Topographie und Kulturgeschichte Roms befasste, und womit er den Papst überraschte. Ebenso wie dieses Werk erhielt auch seine Bearbeitung der Grammatik des Donatus aus dem 4. Jahrhundert eine Widmung an Karl. Dieser führte im Jahr 787 einen Feldzug gegen Benevent. Möglicherweise durch den Einfluss des Paulus endete dieser unblutig mit der Unterwerfung. Auch besuchte Karl das Kloster Montecassino. Nach seiner Rückkehr von diesem für den König überaus angenehmen Aufenthalt, ließ Karl dem Mönch einen poetischen Gruß zukommen, an dessen Ende dieser, stellvertretend für den König, seinen Paulus umarmen sollte, mit einem vielfachen Salve, pater optime, salve.
Am 26. August 787 starb der Herzog von Benevent, nachdem im Juli bereits sein Sohn und designierter Nachfolger Romuald gestorben war. Damit fiel die Herrschaft an die Witwe und Schülerin des Paulus, an Adelperga. Paulus verfasste zu dieser Abfolge persönlicher Katastrophen eine Elegie. Karl entließ den jüngeren Sohn, der sich als Geisel bei Hof befand, um ihm die Rückkehr nach Benevent zu ermöglichen. Dies geschah gegen den Widerstand des Papstes und trotz der schwierigen Situation, in der sich das Frankenreich zu dieser Zeit befand, und obwohl sein Onkel Adelgis, der Sohn des Desiderius, mit Ostrom im Bunde war.
Hier verarbeitete er auch sein früher begonnenes Geschichtswerk zu einer Geschichte seines Volkes mit Berücksichtigung der römischen und fränkischen Geschichte unter dem Titel Historia Langobardorum.
Dieses unvollendete sechsbändige Geschichtsbuch behandelt die Geschichte der Langobarden von der frühesten legendenreichen Geschichte über 568, als der Stammesverband im Rahmen des letzten Zuges der Völkerwanderung in Italien einfiel, bis zum Tod König Luitprands im Jahr 744. Die Darstellung der Ereignisse erfolgt aus langobardischer Sicht und stellt die wichtigste Quelle zu ihrer Geschichte dar. Es gibt auch interessante Einblicke in das Verhältnis zwischen Franken und Langobarden. Auch wenn seine Darstellung durchaus subjektiv ist und nicht selten pathetisch wirkt (was an sich aber kaum außergewöhnlich ist), zeichnet sich das Werk für die Zeit seiner Entstehung durch eine relativ kritische Haltung bezüglich mancher Erzählungen aus – dabei kommt etwa die Sage Origo Gentis Langobardorum schlecht weg (vgl. auch Origo gentis). Paulus, der in vielen Punkten auch noch spätantiken Traditionen verbunden war, stützt sich dabei auf eigene Erfahrungen sowie unter anderem auf die im 7. Jahrhundert nach mündlichen Überlieferungen niedergeschriebene Origo gentis Langobardorum. Paulus benutzte zudem den Liber pontificalis sowie (als eine wichtige Hauptquelle) die verlorene Geschichte des Secundus von Trient; außerdem griff er auf Beda Venerabilis, Gregor von Tours und Isidor von Sevilla zurück. Warum das Werk 744 abbricht, ist in der Forschung umstritten (ebenso, welche Rolle sein Aufenthalt im Herzogtum Benevent bei der Abfassung des Werks spielte). Möglich ist, dass der Tod Paulus an einer Weiterführung hinderte. Dass die Historia Langobardorum auch zu ihrer Zeit hohes Ansehen genoss, zeigt sich nicht zuletzt an den über hundert erhaltenen Abschriften. Sie wurde bis in das 15. Jahrhundert hinein von späteren Geschichtsschreibern vielfach benutzt und ist für zahllose Vorgänge die einzige Quelle.
Um 770 bis 780 verfasste Paulus eine Lebensbeschreibung Papst Gregors des Großen, die Johannes Hymmonides bei der Erstellung seiner eigenen umfangreicheren Vita Gregorii nutzte.
Daneben gibt es von Paulus noch eine Anzahl Gedichte, Grabschriften und Briefe und einige praktisch-theologische Schriften, darunter eine Erläuterung der Benediktinerregel. Er ist ferner der Verfasser des Johannes-Hymnus, der für die Benennung der Tonstufen mit ut, re, mi, fa, sol, la und si herangezogen wurde. Zudem geht auf ihn ein Auszug (Epitome) aus De Verborum Significatu des Sextus Pompeius Festus zurück, der große Bedeutung als Quelle hat, da dieses umfangreiche antike Wörterbuch sonst nur in Fragmenten überliefert ist.
Der Zeitpunkt seines Todes ist nicht genau bekannt. Er starb am 13. April – belegt im Necrologium Casinense – oder 21. Juli eines nicht genannten Jahres. Das meistgenannte Jahr 799 geht darauf zurück, dass in seinen Werken keine Spur von der Kaiserkrönung Karls zu Weihnachten 800 zu finden ist. Dieser hatte ihm, dem greisen Paulus noch einen letzten Gruß entboten.
Eine Gedenktafel für ihn befindet sich in der Walhalla in Donaustauf; in Oberitalien weist eine Reihe von Städten entsprechende Straßennamen auf.

## Ausgaben und Übersetzungen
- Ludwig Bethmann, Georg Waitz (Hrsg.): Pauli historia Langobardorum, Scriptores rerum Langobardicarum et Italicarum saec. VI–IX, Hannover 1878, S. 12–219 (Monumenta Germaniae Historica, Digitalisat).
- Paulus Diaconus. Historia Langobardorum (Geschichte der Langobarden). Lateinisch und deutsch. Hrsg. und übers. von Wolfgang F. Schwarz. Darmstadt 2009.
- Epistolae. Hrsg. von Ernst Dümmler. In: Epistolae (in Quart) 4: Epistolae Karolini aevi (II). Herausgegeben von Ernst Dümmler u. a. Berlin 1895, S. 505–516 (Monumenta Germaniae Historica, Digitalisat).
- Karl Neff: Die Gedichte des Paulus Diaconus. Kritische und erklärende Ausgabe (Quellen und Untersuchungen zur lateinischen Philologie des Mittelalters, hrsg. von Ludwig Traube, III/4). München 1908.
- Hartmann Grisar: Die Gregorbiographie des Paulus Diaconus in ihrer ursprünglichen Gestalt, nach italienischen Handschriften, in: Zeitschrift für katholische Theologie 11 (1887), S. 162–172.
- Pauli Warnefridi. Liber de episcopis Mettensibus, hrsg. von Georg Heinrich Pertz in: MGH Scriptorum tomus II, Hannover 1829, S. 260–270. (archive.org, Digitalisat.)
- Paul Warnefried’s Diakons von Forum-Julii Geschichte der Langobarden. Zum erstenmale nach einem Codex der königlichen Bibliothek zu Bamberg aus dem Xten Jahrhundert übersetzt und mit Anmerkungen versehen von K. v. Spenner k. b. Lieutenant, Hamburg 1838. (Digitalisat)
- reine Textedition der von William L. Carey gegründeten Latin Library.
- Paul the Deacon: History of the Langobards. University of Pennsylvania, Philadelphia 1907 (englisch, Textarchiv – Internet Archive – Originaltitel: Historia Langobardorum. Übersetzt von William Dudley Foulke).
- Paulus Diaconus: Historia Langobardorum. In: oeaw.ac.at. Ehemals im Original (nicht mehr online verfügbar); abgerufen am 12. Mai 2021 (Latein, Institut für Mittelalterforschung (IMAFO) der Österreichischen Akademie der Wissenschaften). (Seite nicht mehr abrufbar. Suche in Webarchiven)

### Einträge in Lexika
- Lidia Capo: Paolo Diacono, in: Dizionario Biografico degli Italiani 81 (2014).
- Stefano Gasparri: P. Diaconus, in: Lexikon des Mittelalters, Bd. VI, Lachen am Zürichsee 1999, Sp. 1825 f.
- Hubertus Seibert: Paulus Diaconus. In: Neue Deutsche Biographie (NDB). Band 20, Duncker & Humblot, Berlin 2001, ISBN 3-428-00201-6, S. 131–133 (Digitalisat).
- Adriaan Breukelaar: Paulus Diaconus. In: Biographisch-Bibliographisches Kirchenlexikon (BBKL). Band 7, Bautz, Herzberg 1994, ISBN 3-88309-048-4, Sp. 60–63 (Artikel/Artikelanfang im Internet-Archive).
- Felix Dahn: Paulus Diaconus. In: Allgemeine Deutsche Biographie (ADB). Band 25, Duncker & Humblot, Leipzig 1887, S. 245–248. [veralteter Forschungsstand]

### Zur Historia Langobardorum
- Walter A. Goffart: The Narrators of Barbarian History. Princeton University Press, Princeton 1988, ISBN 0-691-05514-9.
- Alheydis Plassmann: Origo gentis. Identitäts- und Legitimitätsstiftung in früh- und hochmittelalterlichen Herkunftserzählungen (= Orbis mediaevalis. 7). Akademie-Verlag, Berlin 2006, ISBN 3-05-004260-5, S. 191–242.
- Alheydis Plassmann: Mittelalterliche origines gentium. Paulus Diaconus als Beispiel. In: Quellen und Forschungen aus italienischen Archiven und Bibliotheken 87, 2007, S. 1–35 (online).
- Walter Pohl: Paulus Diaconus und die „Historia Langobardorum“: Text und Tradition, in: Anton Scharer, Georg Scheibelreiter (Hrsg.): Historiographie im frühen Mittelalter (= Veröffentlichungen des Instituts für Österreichische Geschichtsforschung, 32). Oldenbourg, Wien 1994, S. 375–405 (Digitalisat, PDF).
- Helmut Rogan: Paulus Diaconus - laudator temporis acti. Königsdarstellung und Aufbauprinzip der Buchschlüsse als Antwort auf die Frage nach dem von Paulus intendierten Ende der Historia Langobardorum (= Dissertationen der Karl-Franzens-Universität Graz, Bd. 91). dbv-Verlag für die Technische Universität Graz, Graz 1993, ISBN 3-7041-9051-9 (zugleich: Graz, Universität, Dissertation, 1992).
- Lodewijk Jozef Engels: Observations sur le vocabulaire de Paul Diacre, Nijmegen 1961.
- Florus van der Rhee: Die germanischen Wörter in der “Historia Langobardorum” des Paulus Diaconus, in: Romanobarbarica 5 (1980), S. 271–296.
- Rosamond McKitterick: Paul the Deacon’s Historia Langobardorum and the Franks, in: Dies.: History and Memory in the Carolingian World, Cambridge 2004, S. 60–83.
- Florin Curta: Slavs in Fredegar and Paul the Deacon: medieval gens or “scourge of God”?, in: Early medieval Europe 6 (1997), S. 141–167.
- Alheydis Plassmann: Mittelalterliche origines gentium. Paulus Diaconus als Beispiel, in: Quellen und Forschungen aus italienischen Archiven und Bibliotheken 87 (2007), S. 1–35.
- Walter Pohl: Heresy in Secundus and Paul the Deacon, in: The Crisis of the “Oikoumene”. The Three Chapters and the failed Quest for Unity in the Sixth-Century Mediterranean, hrsg. von Celia Martin Chazelle, Catherine Cubitt, Turnhout 2007, S. 243–264.

### Sonstiges
- Cyril L. Smetana: Paul the Deacon’s patristic anthology, in: The Old English Homily and its Backgrounds, hrsg. von Paul E. Szarmach, Bernard Felix Huppé, Albany 1978, S. 75–97.
- Walter Goffart: Paul the Deacon’s “Gesta episcoporum Mettensium” and the Early Design of Charlemagne’s succession, in Traditio 42 (1986), S. 59–94.
- Damien Kempf: Paul the Deacon’s Liber de episcopis Mettensibus and the role of Metz in the Carolingian realm, in: Journal of Medieval History 30 (2004), S. 279–299.
- Paulus Diaconus, in: Hartmut Hoffmann: Autographa des früheren Mittelalters, S. 17–19 (online).
- Kirsten Wallenwein: Prüfzeichen in karolingischen Handschriften. Korrekturlesen im frühen Mittelalter. In: Michael Böttger, Ludger Lieb, Christian Vater, Christian Witschel (Hrsg.): 5300 Jahre Schrift. Heidelberg 2017, S. 79–81 (Korrekturen an einem Brief Gregors des Großen aus der „Collectio Pauli Diaconi“, St. Petersburg, CLA XI 160; online, PDF).